# Escuela de Tejidos de Canet de Mar
La Escuela de Tejidos se crea en 1922 para impartir formación para técnicos, industriales y obreros del sector del tejido de punto.
A finales de 1917, La Mancomunidad de Cataluña convocó un concurso para establecer una Escuela Local de Industrias entre las poblaciones catalanas, corporaciones y particulares, el sostenimiento de la cual iría a cargo de la Mancomunidad. Fue acuerdo del Consejo celebrado el 13 de diciembre de dicho año.
El Ayuntamiento de Canet de Mar (Barcelona) fue el único que se ofreció a cumplir las condiciones que señalaban las bases del concurso, indicando que la especialidad que escogía era la del tejido de punto. En sesión de marzo de 1918 se declaró cerrado el concurso y el ofrecimiento la villa de Canet de Mar pasó a Informe de la dirección de Instrucción Pública de la Mancomunidad. Concedió por tanto la Escuela Local de Industrias en la especialización mencionada en la villa de Canet, según comunicación núm. 105 del 26 de abril de 1918, firmada por el director de Instrucción Pública, Eugeni d'Ors.
El ayuntamiento, en cumplimiento de las condiciones adquirió un local para el establecimiento de la Escuela y lo cedió a la Mancomunidad en fecha 30 de marzo de 1920. En la organización de la Escuela y preparación de sus planes de trabajo intervino además de Eugeni d'Ors, Rafael Campalans.
El 19 de noviembre de 1922 fue inaugurada por Josep Puig i Cadafalch, presidente de la Mancomunidad, y fue creado el primer patronato presidido por el diputado y fabricante Josep Colomer Volart .
Actualmente, la Escuela de Tejidos de Canet de Mar continúa impartiendo formación textil.